# Arturo Osio (banchiere)
Arturo Osio (Bozzolo, 23 giugno 1890 – Roma, 3 giugno 1968) è stato un avvocato e banchiere italiano, fondatore e primo presidente della Banca Nazionale del Lavoro.

## Biografia

### Primi anni nel Partito Popolare Italiano
Secondogenito di un maresciallo dei Carabinieri rimane orfano del padre a soli sette anni. La scomparsa del genitore lascia la famiglia in precarie condizioni economiche e sua madre decide di trasferirsi a Milano, dove si impiega prima presso una società di assicurazione, in seguito presso l'ufficio che amministra i beni privati del senatore Ferdinando Bocconi. Grazie ad una borsa di studio favorita da quest'ultimo Osio può proseguire gli studi dopo il liceo e nel 1913 consegue a Pavia, da convittore del Collegio Ghislieri, la laurea in legge a pieni voti. Aperto uno studio legale a Milano, stante la sua vicinanza al mondo sindacale cattolico, diventa da subito l'avvocato delle cooperative bianche. Nel 1915, con lo studio La consuetudine nel diritto amministrativo affianca alla professione di avvocato e ai futuri impegni bancari l'attività di saggista, che porta avanti fino al secondo dopoguerra.

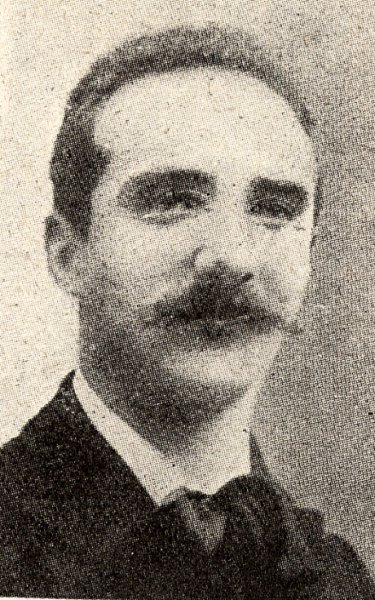
Guido Miglioli

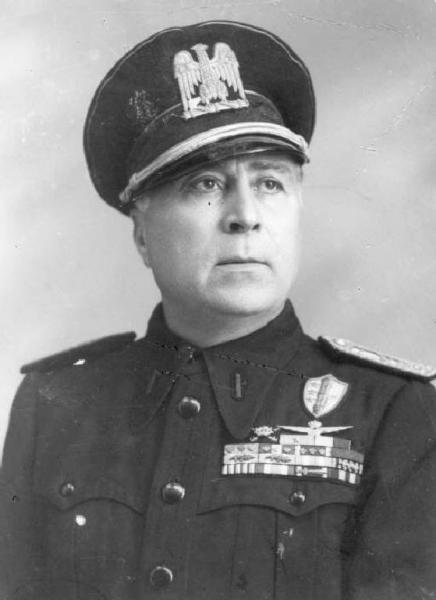
Roberto Farinacci

Nell'ambito del Partito Popolare Italiano Osio si avvicina alla componente di sinistra guidata da Guido Miglioli e viene nominato presidente della Federazione degli esercenti commerciali di Milano. Alle elezioni amministrative del 1922 viene eletto consigliere comunale, ma in seguito a contrasti di posizione interni al PPI nel 1924 si dimette sia dalla carica che dal partito. Con le modifiche sociali gradualmente introdotte dal fascismo ad Osio viene a mancare la sua principale attività di consulente delle cooperative, via via soppiantate dai nuovi ordinamenti del regime, ed è in questo periodo che inizia a collaborare con uomini legati al PNF, in particolare con l'industriale Enrico Varenna, uomo legato al già potente ras di Cremona Roberto Farinacci (di cui finanzia il giornale "Rivoluzione Fascista"), e futuro Consigliere Nazionale. Su segnalazione di Farinacci, Mussolini nomina Osio direttore generale dell'Istituto nazionale di credito per la cooperazione, un ente pubblico voluto da Luigi Luzzatti e Francesco Saverio Nitti che dal 1913 opera nel campo del credito cooperativo, caduto in crisi per la progressiva scomparsa delle cooperative e l'impossibilità di recuperare crediti per decine di milioni di lire.

### La fondazione della BNLC

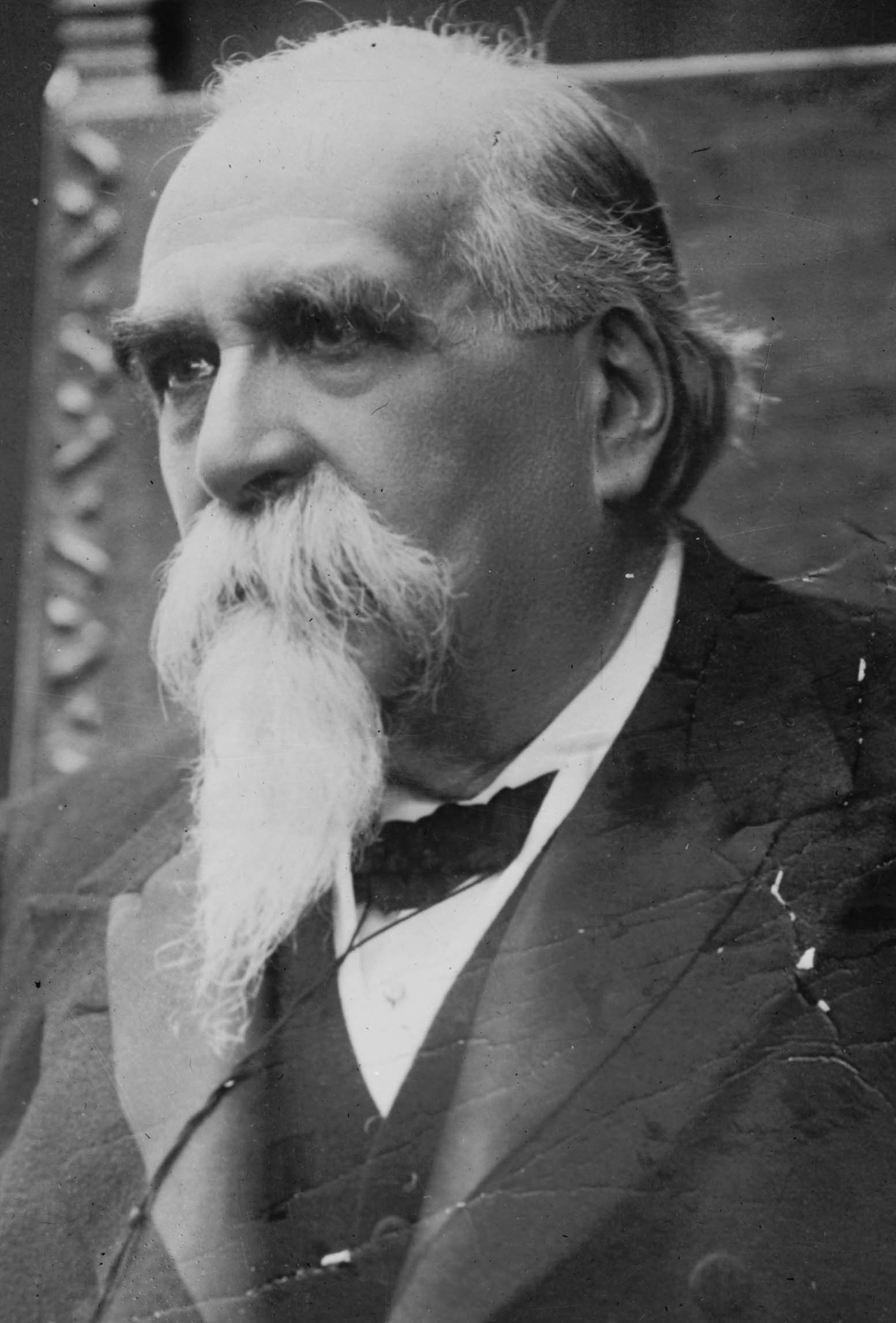
Luigi Luzzatti

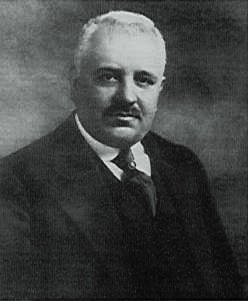
Francesco Saverio Nitti

Osio è stato scelto per la sua estraneità al partito e al fascismo e il suo compito dovrebbe essere quello di guidare l'istituto verso una liquidazione onorevole. Preso possesso del suo ufficio (22 luglio 1925), dà invece seguito all'intenzione, subito manifestata a Varenna, di mantenerlo in vita nel settore della cooperazione secondo i nuovi modelli introdotti dal regime. Appoggiato dal consiglio di amministrazione, che fa presto a ricredersi sulle sue intenzioni, il nuovo direttore spiattella sui giornali il disastrato bilancio sociale e un'attenta analisi delle cause, ponendo il governo di fronte all'obbligo morale di fornire una risposta ad azionisti e risparmiatori. Risposta che a Roma è già stata scritta e che si concretizza nella riforma del credito attuata nel 1926, una serie di decreti poi riuniti nella prima legge bancaria italiana che, pur mantenendo il modello tedesco della banca mista, introduce la differenziazione tra "azienda di credito" (la banca di depositi, erogatrice di credito a breve termine), e "istituto di credito" (la banca di affari che finanzia piccola e grande industria e investe al medio e lungo periodo); la prima è la tradizionale banca dei piccoli risparmiatori, che in base alla nuova normativa reinveste i depositi in operazioni a basso rischio di breve durata e ha l'obbligo di accantonare un fondo di riserva per poter restituire in qualsiasi momento il denaro depositato dai clienti.
Alla base di questa scelta, mirata a trasformare l'istituto in una banca di depositi, c'è anzitutto l'esperienza maturata da Osio nel settore del commercio e della cooperazione, ritenuto ancora foriero di ottimi sviluppi, ma anche il ridimensionamento di Farinacci, suo protettore politico, che lo obbliga a consolidare una rendita di potere che gli consenta di arginare l'opposizione degli ambienti finanziari legati alla Banca d'Italia e alle grandi banche miste (Banca Commerciale Italiana, Credito Italiano e Banco di Roma).
L'intenzione di Mussolini di infondere un rinnovato entusiasmo nel piccolo risparmio, minato da anni di scandali ed incertezza, è comunque la base prima di una scelta che si rivela già dai primi tempi vincente per la fiducia che il mondo del commercio e dell'agricoltura ripone nell'ex consulente delle cooperative e dei sindacati. Lo stesso Osio, da parte sua, fa grande pubblicità al nuovo andamento assicurando i clienti che i propri capitali non sono immobilizzati in imprese industriali col rischio di sfumare in caso di fallimento, bensì impiegati per finanziare operazioni di sicuro ritorno come le produzioni cinematografiche (uno dei cavalli di battaglia del Duce), il piccolo artigianato, l'agricoltura e le casse di mutuo soccorso per categorie di lavoratori. La sicurezza di poter riavere in ogni momento il proprio denaro, senza i problemi frapposti dalle banche miste che si trovano spesso a corto di liquidità, fa crescere l'istituto a danno di queste ultime al punto che dopo poco meno di due anni, nel 1929, il ministero delle finanze accorda la costituzione della Banca Nazionale del Lavoro e della Cooperazione e la fondamentale qualifica di Istituto di Credito di Diritto Pubblico (ICDP), sotto il diretto controllo del Ministero del Tesoro, che sancisce la nascita della prima grande banca di depositi italiana slegata dal settore dell'industria. Nel "nuovo" istituto confluiscono undici piccole banche cattoliche che si uniscono nella Banca delle Marche e degli Abruzzi (le regioni in cui operano), controllata al 100% dalla BNLC, che nel decennio degli anni '30 conosce una tale espansione da farla diventare la prima banca di credito italiana per numero e valore dei depositi.

### La supremazia sulle ex banche miste

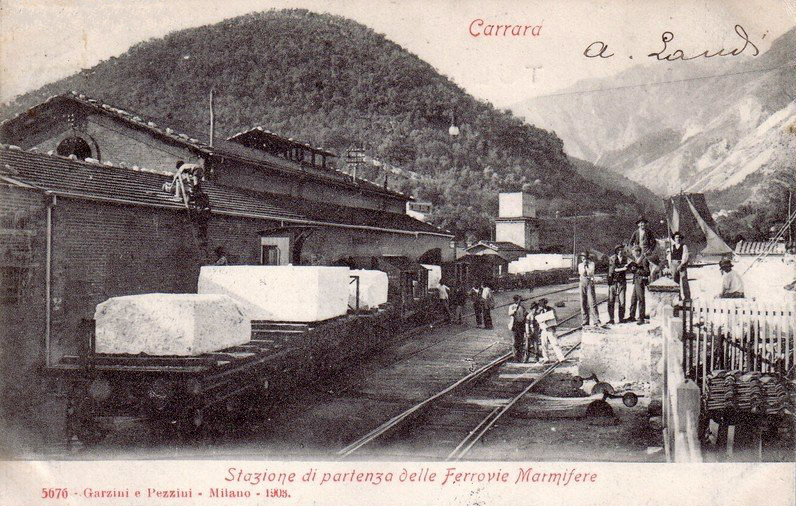
Immagine della ferrovia marmifera di Carrara, al servizio delle locali cave. Quello dell'industria estrattiva di Carrara è l'unico salvataggio industriale attuato dalla BNL

Osio ha un grande spazio di manovra quando anche in Italia si manifestano le conseguenze della grande depressione seguita al crollo della borsa di New York (29 ottobre 1929). Mentre le banche miste seguono il destino avverso della grande industria cui sono legate, ed entrano rapidamente in crisi di liquidità per la corsa dei clienti al ritiro dei propri risparmi, la BNLC fa presto a prenderne il posto attraverso la costituzione di apposite sezioni autonome (per il credito fondiario, per la cinematografia, per il credito agricolo, etc), e la rapida apertura di filiali in tutta Italia e all'estero (la prima a Madrid nel 1929). L'unico salvataggio industriale operato dalla BNLC è quello dell'industria dei marmi di Carrara, attuato senza che gli obblighi dell'istituto in tema di fondo di riserva vengano meno. Il decennio degli anni '30 è quindi quello di massimo splendore per la figura di Osio, che nel 1938 ha portato la "sua" banca a 98 filiali tra italiane ed estere e a depositi per un valore superiore ai due miliardi di lire. È il periodo in cui fa costruire la splendida villa romana di via Ardeatina (l'attuale casa del jazz), e la residenza estiva di Calagrande, sul monte Argentario, ma anche il peggiore dal punto di vista umano per le campagne ostili, non di rado denigratorie, che salgono dagli ambienti legati alle grandi banche miste, ormai private delle partecipazioni industriali e relegate dal 1933 a normali istituti di credito in mano all'IRI. La confederazione generale bancaria fascista, nella quale si riconosce la cosiddetta "alta" banca, non perdona a Osio la grande autonomia d'azione rispetto al governo ed anche alla Banca d'Italia. La Banca Nazionale del Lavoro (come l'istituto si chiama dal 1935), è addirittura l'istituto di fiducia di Mussolini per la politica estera e coloniale, e sono sue le sedi delle prime banche italiane operative in Eritrea e in Somalia.

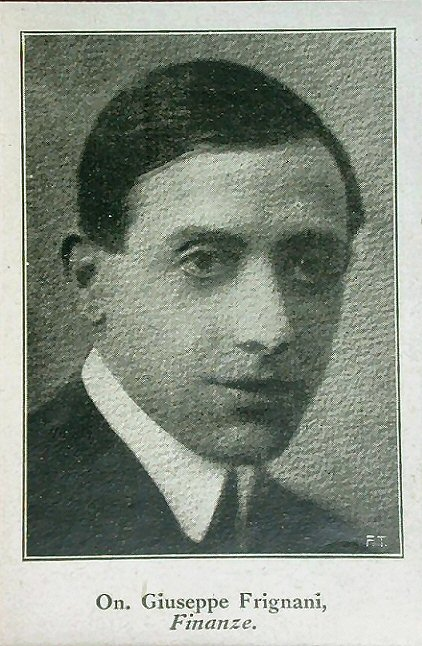
Giuseppe Frignani, deputato, sottosegretario alle finanze e alto dirigente della Banca Commerciale Italiana

L'ostilità aumenta con l'entrata in vigore della legge bancaria del 1936 e la definitiva abolizione della banca mista. Il nuovo ordinamento istituisce una netta separazione tra il sistema bancario e l'industria e tra la banca di depositi e la banca d'affari. L'indubbio vantaggio che le banche di depositi traggono dalla riforma aumenta a dismisura la potenza economica della BNL e del suo presidente, le cui indubbie capacità manageriali, l'instancabile attivismo anche politico e l'ampia libertà di azione giungono ai massimi livelli. La figura di Osio è ormai proiettata ai massimi livelli della finanza internazionale, al punto che dopo quasi dieci anni di scontri nel 1937 estromette dal consiglio di amministrazione Giuseppe Frignani, presidente del Banco di Napoli da sempre in prima fila contro l'espansione della BNL nel meridione d'Italia e nel locale settore agricolo. L'avvocato mantovano ha dalla sua il ministro Thaon di Revel e la gratitudine di Mussolini per aver consentito il reperimento dei mezzi finanziari occorrenti per le guerre in Etiopia e in Spagna. Come ricorda il Castronovo si vanta, sia pure scherzosamente, di essere il «dittatore della Banca di Stato», una «potenza del regime», uno dei pochi «uomini indispensabili e insostituibili», se non che «il temperamento prorompente più di una volta lo tradiva, lo metteva in urto con i suoi interlocutori su questioni anche di poco conto, ne denotava la mancanza di stile e di moderazione».

### La destituzione
Come che sia nel 1939, mentre l'Italia è ormai legata alla Germania dal patto d'acciaio e la guerra è alle porte, Osio tenta il grande salto dell'America, dove un suo uomo di fiducia (Leopold Glauer), deve vedersela con Guglielmo Reiss Romoli, locale rappresentante della Banca Commerciale Italiana, ivi rappresentata fin dal 1932 e con l'atteggiamento ostile di alcuni giornali in lingua italiana. L'entrata in guerra dell'Italia al fianco della Germania rinvia l'operazione a tempi più propizi, ma il tentativo di sbarco in terra americana è il canto del cigno della sua ormai ventennale attività. Il 21 gennaio 1942, mentre si trova nella sua casa all'Argentario, Osio apprende dalla radio di essere stato destituito e che al suo posto Mussolini ha chiamato Giuseppe Morelli. L'avvocato mantovano chiama il suo antico mentore e sempre buon amico Roberto Farinacci il quale, ricevuto dal duce, ottiene soltanto che dalla «Gazzetta Ufficiale», in relazione al caso, scompaia il termine «revoca» sostituito da uno più neutro, «dimissioni». Mussolini rifiuta anche un incontro di commiato con Osio, che a seguito di questa esautorazione vede farsi il vuoto attorno, abbandonato anche da amici e collaboratori.
Rimangono ad oggi un mistero le motivazioni di questo improvviso ed inaspettato avvicendamento. Tra le carte dell'archivio riservato di Mussolini (quello in cui sono conservate le informazioni confidenziali sulla vita privata e la condotta delle persone e le intercettazioni telefoniche), esiste un fascicolo con una denuncia della polizia nel quale Osio è definito
Secondo la denuncia Osio avrebbe più volte mostrato ai visitatori della sua villa
Alle voci di depravazione si aggiungono quelle di acquisti di rarissimi pezzi d'arte e di astronomiche perdite al gioco effettuate col denaro della banca, ma una inchiesta pretesa ed ottenuta da Farinacci riesce a smentire ogni cosa, dando per verità solo le grandi feste che venivano organizzate sia a Roma che all'Argentario, comunque pagate a spese proprie. Qualcuno fa risalire l'irritazione di Mussolini al rifiuto opposto al finanziamento di un affare del fratello di Claretta Petacci in Spagna. Altri pensano al peggioramento delle condizioni sui fronti di guerra e nella conseguente necessità di far fuori le figure in qualche modo più esposte col conflitto, fatto sta che uno dei migliori tecnici bancari italiani dell'epoca viene sic et simpliciter messo da parte senza nemmeno la soddisfazione di sapere il perché.

### Gli ultimi anni
I restanti tre anni di guerra li trascorre in Africa, dove Franco Marinotti (il patron della SNIA Viscosa), lo invia a curare gli affari e i bilanci di alcune imprese del settore tessile costituite nelle locali colonie italiane. Nel 1945 sempre Marinotti lo vuole a Roma, dove gli affida la presidenza della Banca Scaretti, un piccolo istituto privato costituito sulle ceneri di una omonima società di transazioni finanziarie attiva a Roma fin dal 1840. Osio guida l'entrata di un gran numero di nuovi soci che porta alla nascita della Banca Romana di credito agricolo e commerciale (1954), ma nonostante un attivismo ed un impegno non inferiori a quelli degli anni '30 il vecchio leone della finanza si ritrova senza gli artigli di un tempo, privo di validi collaboratori e "ridotto" ad amministrare un piccolo istituto privato che non ha, tra i suoi scopi, la crescita e la conquista di posizioni di potere. Ne rimane comunque presidente fino al 1967, quando viene assorbita dall'Istituto Bancario Italiano (poi confluito nella Cassa di Risparmio delle Provincie Lombarde).
Ritiratosi a vita privata muore nella sua casa di Roma il 3 giugno 1968.

## Pubblicazioni
- La consuetudine nel diritto amministrativo (1915)
- La riorganizzazione del credito in Italia (1929)
- Il fascismo e l'organizzazione del credito (1939)